# بوليليبس
بوليليبس (Polylepis) هي جنس يتكون من ثمانية وعشرين نوعاً من الشجيرات والأشجار المعروفة، وهي متوطنة في المناطق المرتفعة والمتوسطة في جبال الأنديز الاستوائية. تُعتبر هذه المجموعة فريدة من نوعها في فصلية الوردية لأنها غالباً ما تكون ملقحة بالرياح. وعادة ما تكون مشبعة في شكلها، ولكن في بعض المناطق تكون بعض الأشجار بطول 15-20 متراً وبها جذوع سمكها متران. وأوراق الشجر دائمة الخضرة، مع أوراق صغيرة كثيفة، وغالباً ما تحتوي على كميات كبيرة من الأغصان الميتة تتدلى من الجانب السفلي من الظلة. وتم اشتقاق الاسم بوليليبس (Polylepis) من الكلمات اليونانية poly (كثير) plus letis (الطبقات)، في إشارة إلى تمزيق اللحاء متعدد الطبقات الذي يُعتبر شائعاً بين جميع أنواع الجنس. واللحاء سميك وخشن وذو طبقات كثيفة للحماية من درجات الحرارة المنخفضة. تشكل بعض أنواع بوليليبس أراضي حرجية تنمو بشكل جيد فوق خط الأشجار الطبيعي داخل رابطات العشب والفرك على ارتفاعات تزيد عن 5000 متر؛ مما يجعل جنس بوليليبس يبدو من أرقى أجناس كاسيات البذور الطبيعية في العالم.

## الأنواع
- Polylepis australis
- Polylepis besseri
- Polylepis canoi
- Polylepis crista-galli
- Polylepis flavipila
- Polylepis hieronymi
- Polylepis incana
- Polylepis incarum
- Polylepis lanata
- Polylepis lanuginosa
- Polylepis microphylla
- Polylepis multijuga
- Polylepis neglecta
- Polylepis pacensis
- Polylepis pauta
- Polylepis pepei
- Polylepis quadrijuga
- Polylepis racemosa
- Polylepis reticulata
- Polylepis rugulosa
- Polylepis sericea
- Polylepis subsericans
- Polylepis subtusalbida
- Polylepis triacontandra
- Polylepis tomentella
- Polylepis weberbaueri